# Bahnstrecke Essen-Dellwig Ost–Bottrop
| Verlauf der VzG-Strecke 2248 (Essen-Dellwig Ost – Bottrop Hbf) |                      |                                                                 |                                                                 |
| Streckennummer (DB): | 2248                 |                                                                 |                                                                 |
| Kursbuchstrecke (DB): | 423, 450.9           |                                                                 |                                                                 |
| Streckenlänge: | 3,1 km               |                                                                 |                                                                 |
| Spurweite: | 1435 mm (Normalspur) |                                                                 |                                                                 |
| Streckenklasse: | D4                   |                                                                 |                                                                 |
| Stromsystem: | 15 kV 16,7 Hz ~      |                                                                 |                                                                 |
| Maximale Neigung: | 8,9 ‰                |                                                                 |                                                                 |
| Streckengeschwindigkeit: | 80 km/h              |                                                                 |                                                                 |
| Zugbeeinflussung: | PZB                  |                                                                 |                                                                 |
| Zweigleisigkeit: | nein                 |                                                                 |                                                                 |
| |                      |                                                                 |                                                                 |
| \| \| \| von Essen West \| \| \| \| 7,734 \| Essen-Dellwig Ost \| Essen-Dellwig Ost \| \| \| 7,6300,105 \| nach Essen-Frintrop \| nach Essen-Frintrop \| \| \| \| \| \| \| \| \| Köln Messe/Deutz – Minden (Westf) und E-Dellwig – Prosper-Levin \| \| \| \| \| \| \| \| \| \| Essen-Frintrop – Bottrop Süd \| \| \| \| \| Rhein-Herne-Kanal \| \| \| \| \| Emscher \| \| \| \| 1,300 \| Essen-Dellwig Büscherhof (Awanst) \| Essen-Dellwig Büscherhof (Awanst) \| \| \| \| \| \| \| \| \| Bickern – Ob-Osterfeld und Essen-Vogelheim – Ob-Osterfeld \| \| \| \| \| \| \| \| \| \| \| \| \| \| \| Hugo – Ob-Osterfeld und Ob-Osterfeld – Hamm (Westf) Hbf \| \| \| \| \| \| \| \| \| 2,960 \| Bottrop Hbf \| Bottrop Hbf \| \| \| 3,405 \| \| \| \| \| \| von Prosper-Levin \| \| \| \| \| Bottrop Hbf Gbf (Bft) \| \| \| \| \| nach Hugo \| \| \| \| \| nach Hamm (Westf) Hbf \| \| |                      |                                                                 |                                                                 |
| Strecke |                      | von Essen West                                                  | von Essen West                                                  |
| S-Bahnhof | 7,734                | Essen-Dellwig Ost                                               | Essen-Dellwig Ost                                               |
| Abzweig geradeaus und ehemals nach links | 7,6300,105           | nach Essen-Frintrop                                             | nach Essen-Frintrop                                             |
| |                      |                                                                 |                                                                 |
| Kreuzung geradeaus oben |                      | Köln Messe/Deutz – Minden (Westf) und E-Dellwig – Prosper-Levin | Köln Messe/Deutz – Minden (Westf) und E-Dellwig – Prosper-Levin |
| |                      |                                                                 |                                                                 |
| Kreuzung geradeaus oben |                      | Essen-Frintrop – Bottrop Süd                                    | Essen-Frintrop – Bottrop Süd                                    |
| Strecke unter Wasserlauf Anfang Hochstrecke |                      | Rhein-Herne-Kanal                                               | Rhein-Herne-Kanal                                               |
| Strecke unter Wasserlauf Ende Hochstrecke |                      | Emscher                                                         | Emscher                                                         |
| Abzweig geradeaus und von rechts | 1,300                | Essen-Dellwig Büscherhof (Awanst)                               | Essen-Dellwig Büscherhof (Awanst)                               |
| |                      |                                                                 |                                                                 |
| Abzweig quer und nach links · Kreuzung Anfang Hochstrecke |                      | Bickern – Ob-Osterfeld und Essen-Vogelheim – Ob-Osterfeld       | Bickern – Ob-Osterfeld und Essen-Vogelheim – Ob-Osterfeld       |
| |                      |                                                                 |                                                                 |
| |                      |                                                                 |                                                                 |
| Strecke von links · Kreuzung Ende Hochstrecke |                      | Hugo – Ob-Osterfeld und Ob-Osterfeld – Hamm (Westf) Hbf         | Hugo – Ob-Osterfeld und Ob-Osterfeld – Hamm (Westf) Hbf         |
| |                      |                                                                 |                                                                 |
| Bahnhof · S-Bahnhof | 2,960                | Bottrop Hbf                                                     | Bottrop Hbf                                                     |
| Abzweig geradeaus und von links · Strecke nach rechts | 3,405                |                                                                 |                                                                 |
| Abzweig geradeaus und von rechts |                      | von Prosper-Levin                                               | von Prosper-Levin                                               |
| Dienststation / Betriebs- oder Güterbahnhof |                      | Bottrop Hbf Gbf (Bft)                                           | Bottrop Hbf Gbf (Bft)                                           |
| Abzweig geradeaus und ehemals nach rechts |                      | nach Hugo                                                       | nach Hugo                                                       |
| Strecke |                      | nach Hamm (Westf) Hbf                                           | nach Hamm (Westf) Hbf                                           |

Die Bahnstrecke Essen-Dellwig Ost – Bottrop ist eine eingleisige elektrifizierte Hauptbahn in Nordrhein-Westfalen. Die drei Kilometer lange Strecke verbindet den Bahnhof Essen-Dellwig Ost mit dem Bottroper Hauptbahnhof und ist eine von wenigen Nord-Süd-Strecken im S-Bahn-Netz Rhein-Ruhr.

## Verlauf
Die VzG-Strecke 2248 beginnt am Bahnhof Essen-Dellwig Ost als Fortführung des Südabschnitts der VzG-Strecke 2280 (Oberhausen West – Essen West), deren mittlerer Abschnitt zwischen Essen-Frintrop und Essen-Dellwig Ost seit 1996 stillgelegt ist. Die Strecke verlässt den Bahnhof zunächst in nördlicher Richtung und überführt nacheinander die Donnerstraße, die VzG-Strecken 2650 (Köln Messe/Deutz – Minden (Westf)), 2277 (Oberhausen Hbf – Essen-Altenessen), 2243 (Essen-Dellwig – Bottrop Süd) und 2244 (Essen-Frintrop – Prosper-Levin), den Rhein-Herne-Kanal und die Emscher. Nördlich der Emscherbrücke befindet sich mit der Ausweichanschlussstelle Essen-Dellwig Büscherhof die einzige Betriebsstelle der Strecke mit Ausnahme des Anfangs- und Endbahnhofs. Nördlich der Awanst wendet sich die Strecke stärker nach Nordost, überquert dann neben einigen kleineren Straßen die Bundesautobahn 42, am Westkopf des Rangierbahnhofs Oberhausen-Osterfeld die VzG-Strecken 2253 (Oberhausen-Osterfeld – Essen-Vogelheim), 2206 (Wanne-Eickel Hbf – Oberhausen-Sterkrade) und 2246 (Gelsenkirchen Hugo – Oberhausen-Osterfeld) und fädelt anschließend von Westen in die VzG-Strecke 2250 (Oberhausen-Osterfeld – Hamm (Westf) Hbf) ein.

## Geschichte
Erste Pläne für die Strecke tauchen im Januar 1905 auf: Die Königliche Eisenbahndirektion Essen beabsichtigte auf Grundlage eines am 14. April 1903 in der Essener Volkszeitung erschienenen Artikels den Bau einer Verbindung vom Essener Hauptbahnhof über Stoppenberg, Altenessen, Horst, Buer und Marl nach Haltern. Das im Mai 1904 vom Planungskomitee eingereichte Bauvorhaben lehnte das Ministerium der öffentlichen Arbeiten am 2. Januar 1905 mit der Begründung ab, dass die den Verlauf kreuzende Hamm-Osterfelder Bahn kurz vor der Vollendung stünde und deren verkehrliche Auswirkungen erst abgewartet werden sollen. Im gleichen Schreiben wurde zudem auf die Möglichkeit verwiesen, anstelle einer längeren Neubaustrecke zwei kurze Verbindungskurven zu bauen, eine davon zwischen Borbeck und Bottrop.
Der Preußische Landtag genehmigte im Eisenbahn-Anleihegesetz vom 9. März 1913 die Verwendung von 2,65 Millionen Mark zum Bau der Verbindungsbahn Borbeck – Frintrop – Bottrop. Unterbrochen durch die Ereignisse des Ersten Weltkrieges, wurden die Arbeiten durch die 1920 gegründete Deutsche Reichsbahn zu Ende geführt. Die Kosten stiegen bis 1922 auf über elf Millionen Mark. Am 1. Juli 1922 wurde die Strecke schließlich mit zwei Gleisen für den Personenverkehr eröffnet. Gegen Ende des Zweiten Weltkrieges wurden die Brücken über die Emscher und den Rhein-Herne-Kanal gesprengt. Die Wiederaufnahme des Verkehrs erfolgte sieben Jahre später zum Fahrplanwechsel am 18. Mai 1952, wobei nur ein Gleis wieder in Betrieb ging. Am 28. April 1980 nahm die Deutsche Bundesbahn den elektrischen Betrieb auf der Strecke auf.
Der zweite Ausführungsvertrag der S-Bahn Rhein-Ruhr vom 28. Juni 1972 berücksichtigte die Aufnahme der Strecke als Teil der späteren Linie S9. Ein zweigleisiger Ausbau war zu diesem Zeitpunkt noch nicht vorgesehen, sondern wurde erst im S9-Vertrag zwischen der Deutschen Bundesbahn und dem Land Nordrhein-Westfalen festgeschrieben. Der zweigleisige Ausbau wird seitdem von verschiedenen Seiten wiederholt gefordert. Der Verkehrsverbund Rhein-Ruhr verfolgt hierbei als Mindestziel den zweigleisigen Ausbau des S-Bahnhofs Essen-Dellwig Ost. Eine 2005 durch die Projektgruppe Integrierte Gesamtverkehrsplanung des Ministeriums für Verkehr, Energie und Landesplanung des Landes Nordrhein-Westfalen bezifferte die Kosten für den zweigleisigen Ausbau auf 45,4 Millionen Euro (inflationsbereinigt: 68 Millionen Euro).

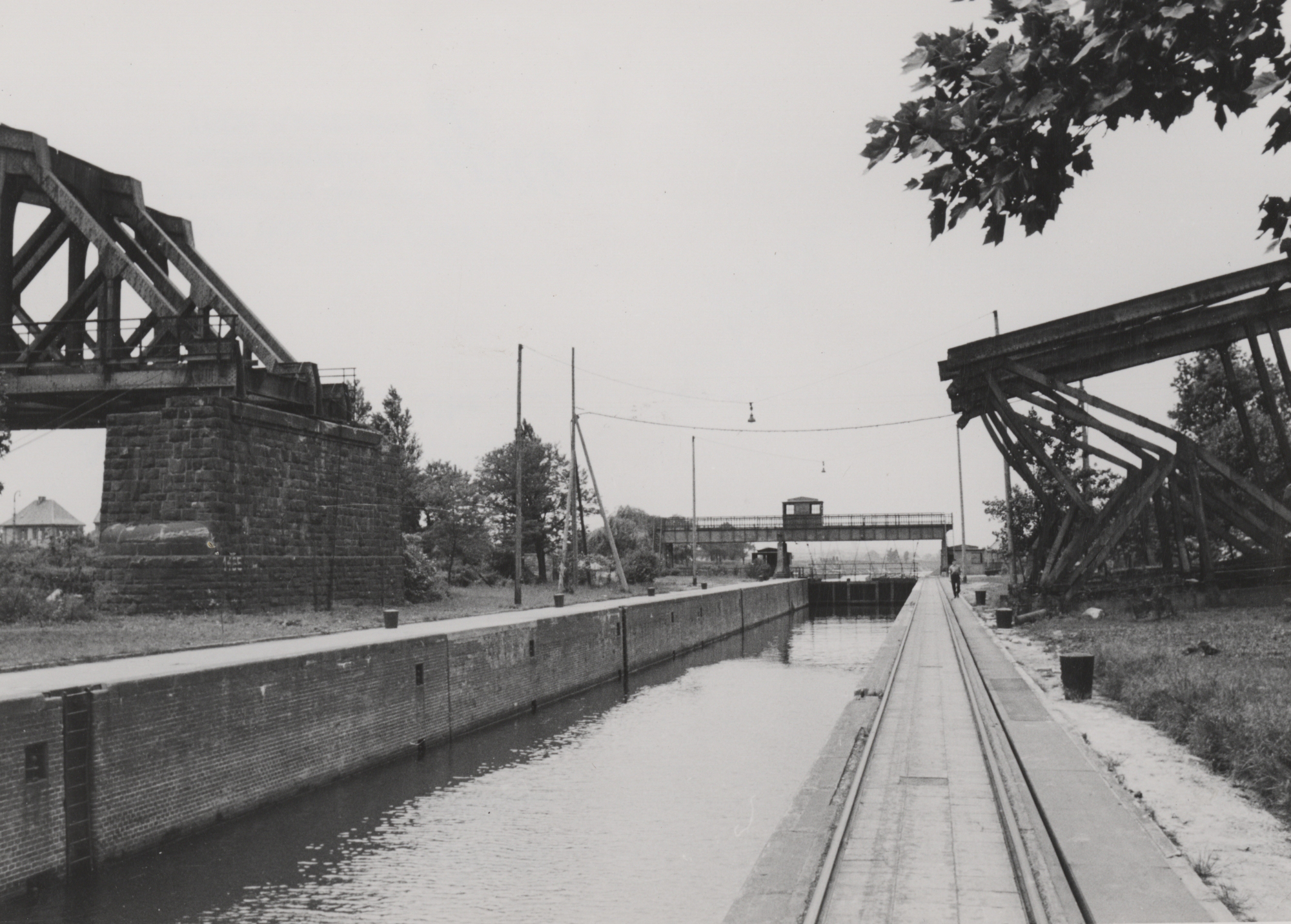
Beschädigte Überbauten der Brücke über den Rhein-Herne-Kanal in Höhe der Schleuse Dellwig, 1949
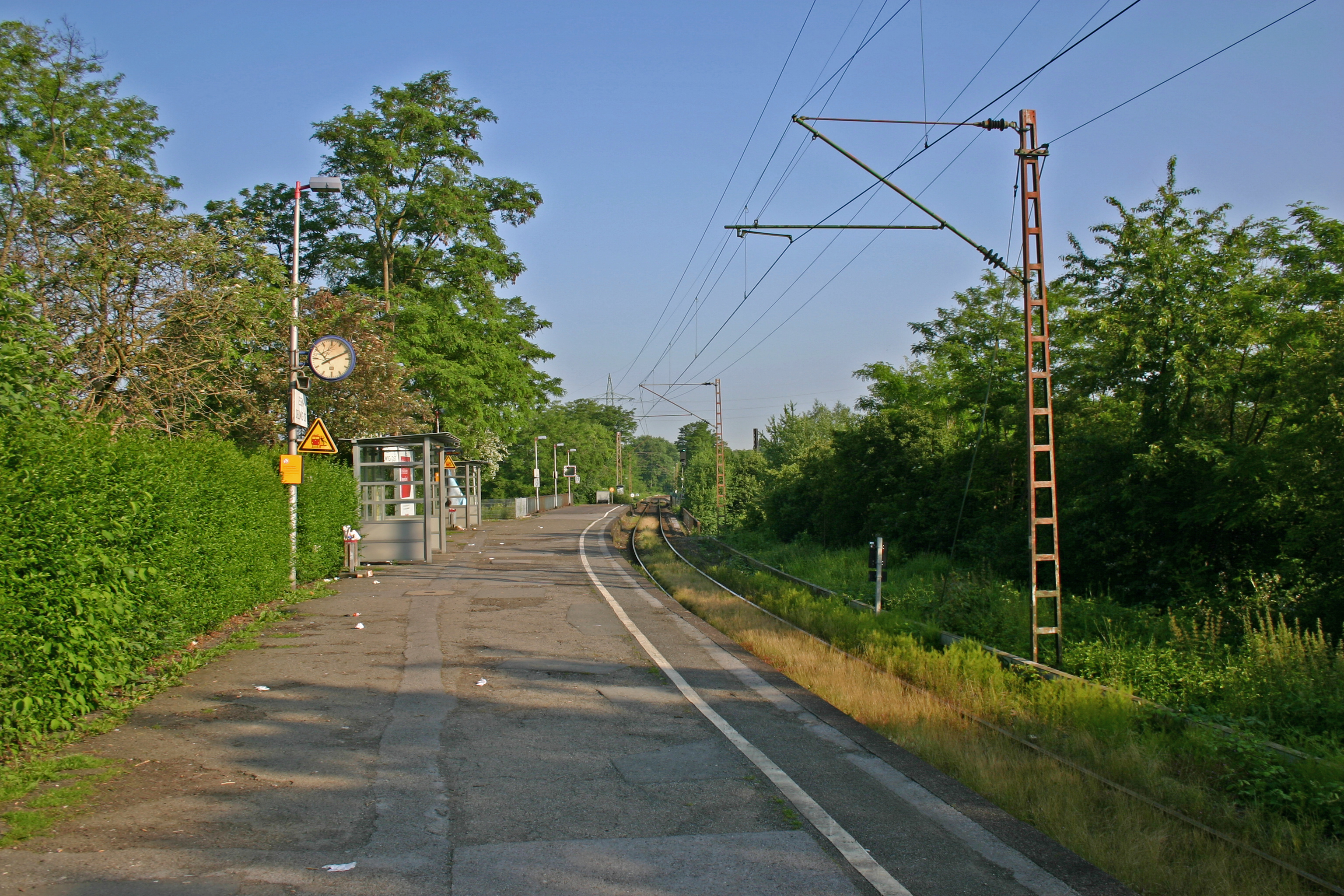
Streckenanfang am Bahnhof Essen-Dellwig Ost, 2014
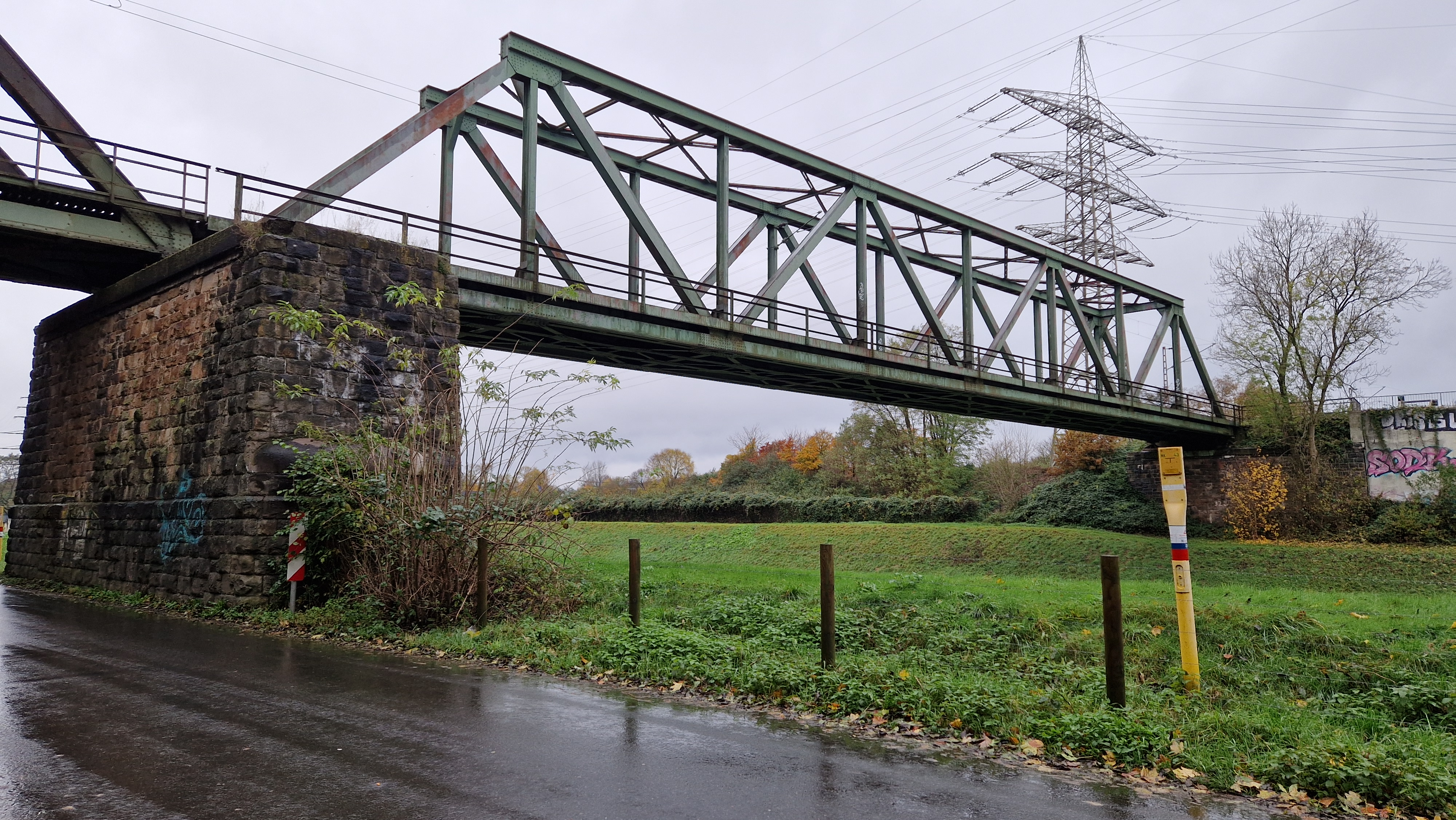
Brücke über die Emscher, 2024
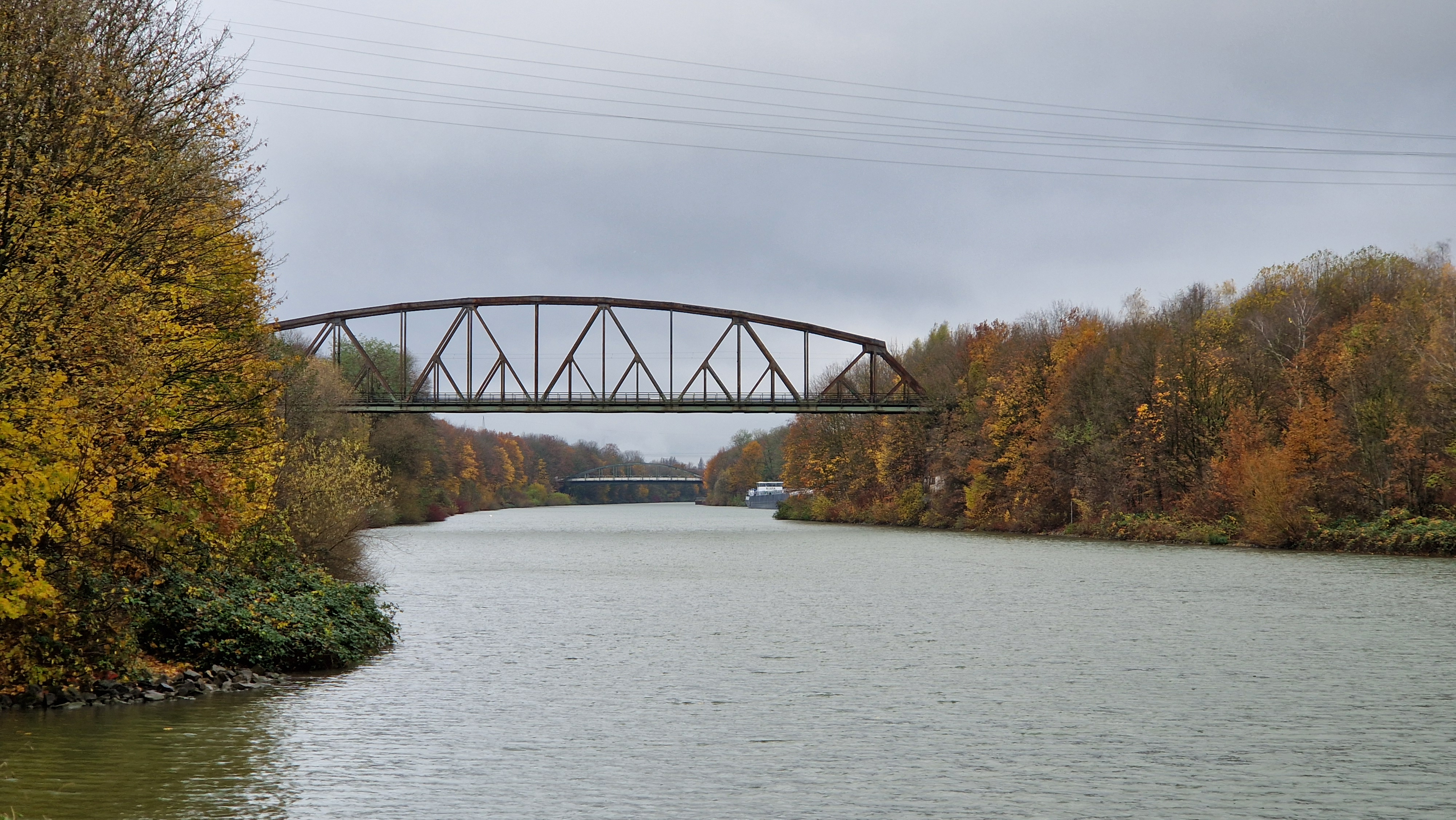
Brücke über den Rhein-Herne-Kanal, 2024

## Personenverkehr
Der Sommerfahrplan 1933 verzeichnete auf der Strecke über 24 Zugpaare zwischen Essen Hbf und Bottrop Hbf verkehrten. Einige Züge fuhren über Bottrop hinaus bis Gladbeck West, Buer Nord oder Dorsten. Mit der Aufnahme in den Ruhrschnellverkehr wurde das Zugangebot bis zum Sommer 1939 mehr als verdoppelt. Der Winterfahrplan 1954/55 verzeichnet über 40 Zugpaare auf der Strecke und lag damit unter dem Vorkriegsniveau. Zu den Verbindungen, die über die Stammstrecke Essen Hbf – Bottrop hinaus fuhren gehörten ein Personenzug von Gladbeck West über Bochum Hbf nach Hagen Hbf und ein Zugpaar von Gladbeck West über Kettwig nach Wuppertal-Vohwinkel (zurück ab Velbert Hbf). Einziger Eilzug war das Zugpaar E 863/864, umgangssprachlich bekannt als Grenzland-Expreß, auf dem Laufweg Düsseldorf Hbf – Kettwig – Essen Hbf – Bottrop – Dorsten – Borken (Westf) – Bad Bentheim. Der Heckeneilzug fuhr zwischen 1951 und 1975. In den 1960er Jahren erreichte das Zugangebot annähernd wieder den Zustand von 1933.
In Vorbereitung auf die Ausweitung des S-Bahn-Netzes Rhein-Ruhr führte die Bundesbahn den Taktverkehr zwischen Bottrop, Essen und Wuppertal-Vohwinkel ein (Linie N9). Zum Winterfahrplan 1987/88 führte sie ferner eine stündliche Eilzug-Verbindung zwischen Borken, Dorsten und Essen ein (Linie E24). Mit der Einführung des NRW-Takts 1998 ging die Linie in der Regional-Express-Linie RE14 auf, die über Essen hinaus bis Velbert-Langenberg verlängert wurde. Gleichzeitig wurde die Linie N9 zwischen Haltern am See und Essen-Steele Ost in die S-Bahn Rhein-Ruhr einbezogen. 2003 wurde die S9 nach Wuppertal Hbf verlängert und der RE14 nach Essen Hbf zurückgezogen. Mit dem Fahrplanwechsel 2019 ging auf der S9 eine stündliche Verbindung über die Hamm-Osterfelder Bahn nach Recklinghausen Hbf in Betrieb. Auf dem RE14 wurden gleichzeitig eine Flügelzugverbindung ab Dorsten Richtung Coesfeld und Verstärkerfahrten zwischen Essen und Dorsten eingeführt. Auf der Strecke sind somit je Stunde und Richtung planmäßig vier Züge unterwegs.